# أحمد العرسان
أحمد العرسان (28 سبتمبر 1995 - ) لاعب كرة قدم أردني يلعب في مركز الهجوم للنادي الفيصلي الأردني.